# Estádio João Teotônio Ferreira
O Estádio João Teotônio Ferreira, conhecido também por Ferreirão, é um estádio de futebol do município brasileiro de Ipatinga, no interior do estado de Minas Gerais. Possui capacidade para cerca de 3 mil pessoas e representou o centro de treinamento e o mando de campo do Ideal Futebol Clube.
Está localizado entre os bairros Bom Jardim e Ideal e foi inaugurado em 1986, quando a prefeitura e a Usiminas cederam a administração do estádio ao Ideal Futebol Clube em regime de comodato. Conta com cabines para imprensa e ocasionalmente é palco de partidas de divisões inferiores do Campeonato Mineiro de Futebol ou de clássicos de clubes amadores da região.